# Otto al II-lea de Geldern

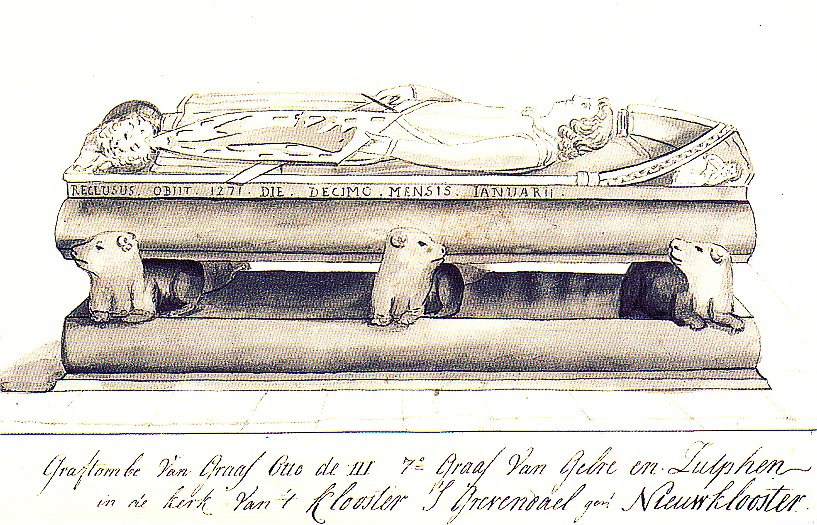
Desen al mormântului contelui Otto al II-lea

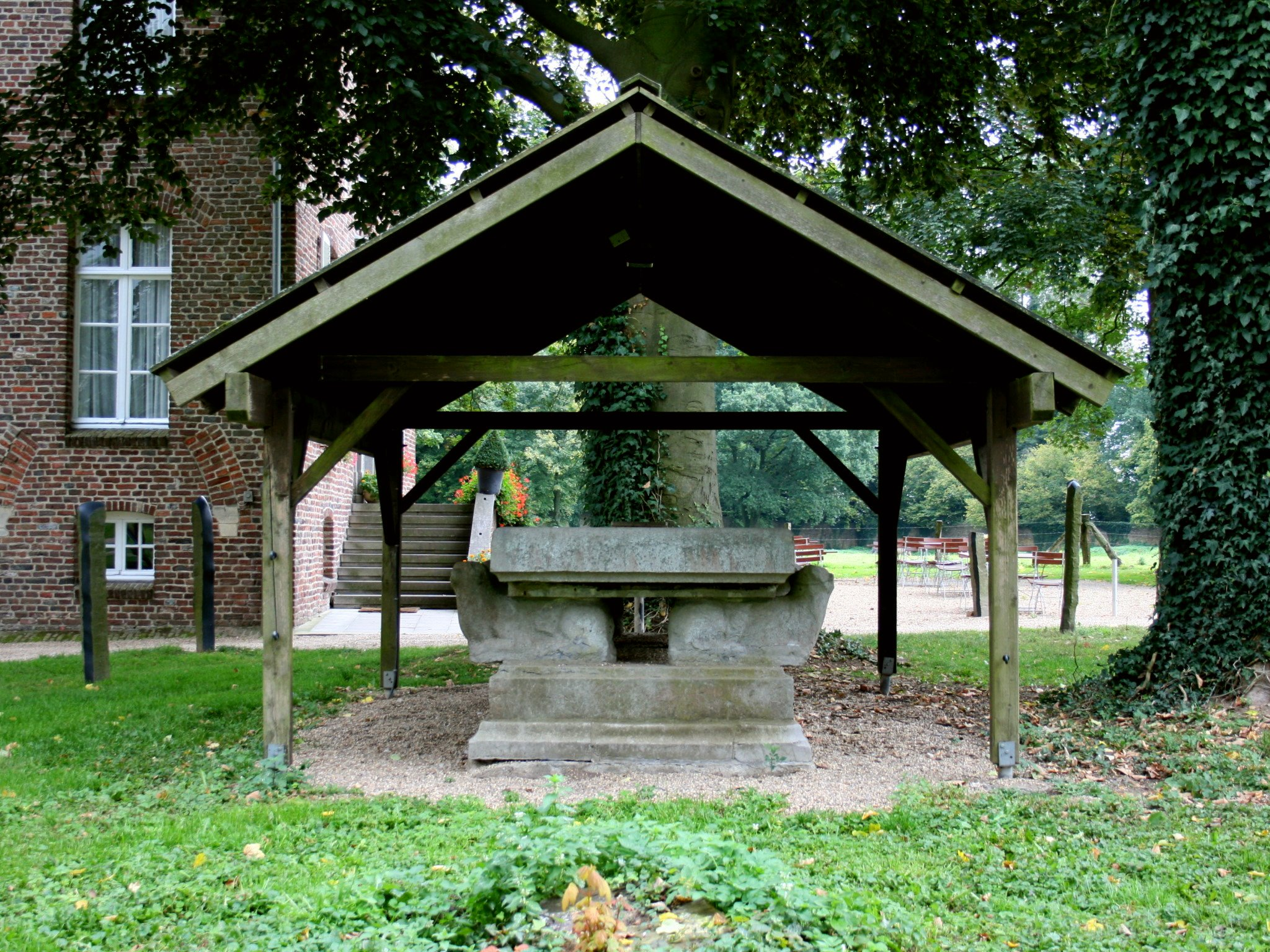
Mormântul lui Otto al II-lea de Geldern de la Graefenthal

Otto al II-lea (supranumit cel Șchiop) (n. către 1215; d. 12 ianuarie 1271) a fost conte de Geldern de la 1229 până la moarte.

## Viața
Otto era fiul contelui Gerard al III-lea de Geldern cu Margareta de Brabant.
După ce contel Willem al II-lea de Olanda a fost ucis în 1256 de către frizoni, comitatul de Olanda a fost moștenit de către fiul său de doi ani, Floris al V-lea. Unchiul acestuia, Floris de Voogd (regent între 1256 și 1258), iar apoi mătușa lui, Adelaida (regentă între 1258 și 1263) au luptat pentru a obține custodia asupra Olandei împotriva altor nobili. În bătălia de la Reimerswaal din 22 ianuarie 1263, contele Otto al II-lea de Geldern a intervenit, învingând-o pe Adelaida de Olanda și devenind el însuși regent, fiind ales în această poziție de către nobilii care se împotriveau acesteia.
Otto al II-lea a fost protectorul lui Floris al V-lea până când acesta a atins vârsta de 20 de ani (în 1266) și a fost considerat apt pentru a administra singur Olanda.

## Familia
Otto a fost căsătorit prima dată cu Margareta de Cleves în 1240. Cei doi au avut doi copii:
- Elisabeta, căsătorită cu contele Adolf al VIII-lea de Berg
- Margareta, căsătorită cu seniorul Enguerrand al IV-lea de Coucy

Ulterior, Otto s-a recăsătorit cu Filipa de Dammartin în 1253, cu care a avut alți patru urmași:
- Reginald, succesor în comitatul de Geldern
- Fillipa, căsătorită cu Waleran al II-lea, senior de Valkenburg
- Margareta, căsătorită cu contele Teodoric al VI-lea de Cleves
- Maria